# 1922 (фільм, 2017)
«1922» — американський фільм жахів 2017 року режисера Зака Гілдітча, знята на основі однойменної повісті Стівена Кінга.

## Сюжет
1922 рік. Вілфред Джеймс — добропорядний фермер, який вирощує кукурудзу і воліє розмірений спосіб життя. Насправді це не так. Він вирішив помститися дружині, яка надумала продати землю, забрати їхнього сина і поїхати в місто. Жінка погрожувала забрати все, що він нажив непосильною працею. Підступний чоловік за допомогою сина-підлітка розправляється зі своєю дружиною. Скоївши злочин, вбивці не зупиняються на досягнутому. Вони вирішують позбутися бездиханного тіла звірячим способом: вони скидають його в колодязь на поталу голодним щурам. Таким чином, вони приховують сліди страшного злочину.
Головний герой вважає, що позбувшись трупа, він позбавить свою совість від болісних докорів. Переситившись людською плоттю, моторошні гризуни починають переслідувати свого благодійника. Вони не залишають Вілфреда в спокої, змушуючи його потихеньку сходити з розуму. У його свідомості стирається тонка грань, яка відділяє світлий розум від безумства. Його майбутнє знаходиться під ударом. Привид загиблої господині будинку являється до рідних і нагадує їм про скоєне. Страх і жах стали повсякденними супутниками життя батька і сина.

## У ролях
- Томас Джейн — Вілфред Джеймс — батько і чоловік
- Ділан Шмід — Генрі Джеймс — син
- Моллі Паркер — Арлет Джеймс — Мати і дружина
- Ніл Макдоно — Гарлан Коттері
- Кейтлін Бернард — Шеннон Коттері — вагітна дружина Генрі
- Браян д'Арсі Джеймс — шериф Джонс
- Боб Фрезер — містер Лестер[2]

## Цікаві факти
- Томас Джейн вже втретє знімається в екранізації Стівена Кінга. До цього актор знімався у хорорі «Імла» і фантастичному трилері «Ловець снів».
- Дія фільму розгортається в околицях вигаданого містечка Гемінгфорд Гоум, тут же відбувалися події «Протистояння», іншого твору Кінга[3].